# 淄博职业技术大学
淄博职业技术大学（英语：Zibo Polytechnic University，缩写：ZBPU），简称淄职大，是中国的一所公办本科层次职业学校，位于山东省淄博市，是“双高计划”高水平建设学校。

## 历史沿革

### 合校前时期
1956年，山东省淄博卫生医士学校成立。
1964年，淄博市商业学校成立。
1973年，山东省轻工美术学校成立。
1978年，淄博市工贸职工中专学校成立。
1979年，淄博化工学校成立。
1986年，淄博市公用事业技工学校成立。
1993年，淄博稷下（专修）学院成立。
2002年7月，淄博卫生学校（原山东省淄博卫生医士学校）、淄博稷下（专修）学院合并，组建淄博科技职业学院。

### 淄职院时期
2002年7月，山东省淄博商业学校、淄博化工学校、淄博市工贸职工中专学校、淄博市公用事业技工学校合并，组建淄博职业学院。
2009年，原淄博职业学院、淄博科技职业学院和山东省轻工美术学校合并，组建新的淄博职业学院。

### 职业本科时期
2025年2月，教育部批准以淄博职业学院为基础整合资源设立淄博职业技术大学，学校成为山东省第一所公办本科层次职业学校。

## 校区分布
淄博职业技术大学位于周村区与张店区交界处，位处淄博新区淄博大学城。“东”“西”“南”“北”四个校区彼此相邻，北校区与南校区通过人行天桥连接。
截至2025年7月，学校占地面积2400余亩，在校生24000余人，设有19个院系，有招生专业72个，其中职业本科专业6个。
拥有国家级职业教育实训基地4个，国家示范性虚拟仿真实训基地培育项目1个，国家级生产性实训基地3个，国家虚拟仿真实训中心1个，国家协同创新中心2个，国家级职业教育“双师型”教师培训基地1个。
| 校区   | 系/学院                                                                                  | 介绍                                                  |
| ------ | ---------------------------------------------------------------------------------------- | ----------------------------------------------------- |
| 北校区 | 马克思主义学院 智能制造学院 电子电气工程学院 汽车工程系 动漫艺术系 陶瓷琉璃艺术系        | 于2008年建成，为主校区                                |
| 南校区 | 建筑工程学院 会计学院 工商管理学院 艺术设计系 人工智能与大数据学院 学前教育学院 国际学院 | 于2006年建成                                          |
| 西校区 | 护理学院 医学技术学院 药学系 文化旅游系                                                  | 于2002年建成， 合校前为淄博科技职业学院校区           |
| 东校区 | 材料与化学工程学院 制药与生物工程系                                                      | 于2022年建成， 与青岛科技大学 教科产融合学院 共用校区 |

## 科学研究

### 人才队伍
截至2025年7月，淄博职业技术大学有专任教师1426人，其中正高职称105人、副高职称316人，博士132人、硕士1105人。有国家特支计划（万人计划）人才、国家教学名师3人，二级教授3人，享受国务院特殊津贴专家2人，全国技术能手7人，省级教学名师14人、省级青年技能名师5人。有国家级教师教学创新团队2个、国家级教学团队2个、全国高校黄大年式教学团队1个、国家名师工作室1个，以及省级优秀教学团队11个、省级黄大年式教师团队3个、省级教师教学创新团队7个、山东省干事创业好团队1个。

### 排名声誉
2007年，入选国家示范性高等职业院校建设单位。
2019年，入选“中国特色高水平高职学校和专业建设计划”建设单位。
根据2025年发布的软科中国高职院校排名（BCVCR），淄博职业技术大学位列中国职业技术大学第10名。

## 校园文化

### 校训
只有拼搏，才是人生价值的最好体验

### 校风
务本 求真 致远